# ライト (空母)
| USS WrightCVL-49 |                                   |
| 艦歴             |                                   |
| 起工             | 1944年8月21日                     |
| 進水             | 1945年9月1日                      |
| 就役             | 1947年2月9日                      |
| 退役             | 1970年5月27日                     |
| その後           | 1980年にスクラップとして売却      |
| 性能諸元         |                                   |
| 排水量           | 14,500 t                          |
| 全長             | 209m                              |
| 全幅             | 23.4m 水線長 35.1m                |
| 吃水             | 7.6m                              |
| 機関             | 蒸気タービン、120,000馬力 4軸推進 |
| 最大速力         | 33 ノット                         |
| 航続距離         |                                   |
| 乗員             | 士官、兵員1,787名                 |
| 兵装             | ボフォース 40mm機関砲 40門        |
| 搭載機           | 50機                              |

ライト(USS Wright, CVL-49)は、アメリカ海軍の航空母艦。サイパン級航空母艦の2番艦。後に指揮艦 (CC-2)に艦種変更された。
艦名は動力飛行機の発明者であるライト兄弟に因んで命名された。その名を持つ艦としてはアメリカ海軍では2隻目となる。

## 艦歴
ライトはニュージャージー州カムデンのニューヨーク造船所で1944年8月21日に起工、ライト兄弟の姪であるハロルド・S・ミラー夫人によって1945年9月1日に進水し、1947年2月9日にフィラデルフィアの海軍造船所でフランク・T・ウォード艦長の指揮下就役した。
ライトは1947年3月18日にフィラデルフィアを出港し、バージニア州ノーフォークに寄港した後フロリダ州ペンサコーラの海軍航空訓練基地へ向かう。3月31日に到着し、その後1日から4日間の長さの航海をフロリダ沖で40回以上行う。加えて1,081名の海軍予備役兵を乗船させ、2週間の訓練航海を3回行った。
1947年9月3日にライトは一時訓練のため48名の海軍兵学校生を乗艦させる。その後ペンサコーラで行われる飛行試験の観覧のため、10月15日に62名の陸軍士官を乗艦させ、駆逐艦「フォレスト・ロイヤル」(USS Forrest Royal, DD-872)と共に出港する。試験ではF6F ヘルキャット艦上戦闘機のロケット推進実験も行われた。
1955年には予備役艦として保管されることが決定し、同年7月14日にはメア・アイランド海軍工廠においてモスボール(長期保存状態工事)の準備に入った。同年10月17日にはモスボール作業の最終段階のためにピュージェット・サウンド海軍工廠に移動、1956年3月15日、ワシントン州ブレマートンにおいて退役、予備艦籍とされた。

### 指揮艦として

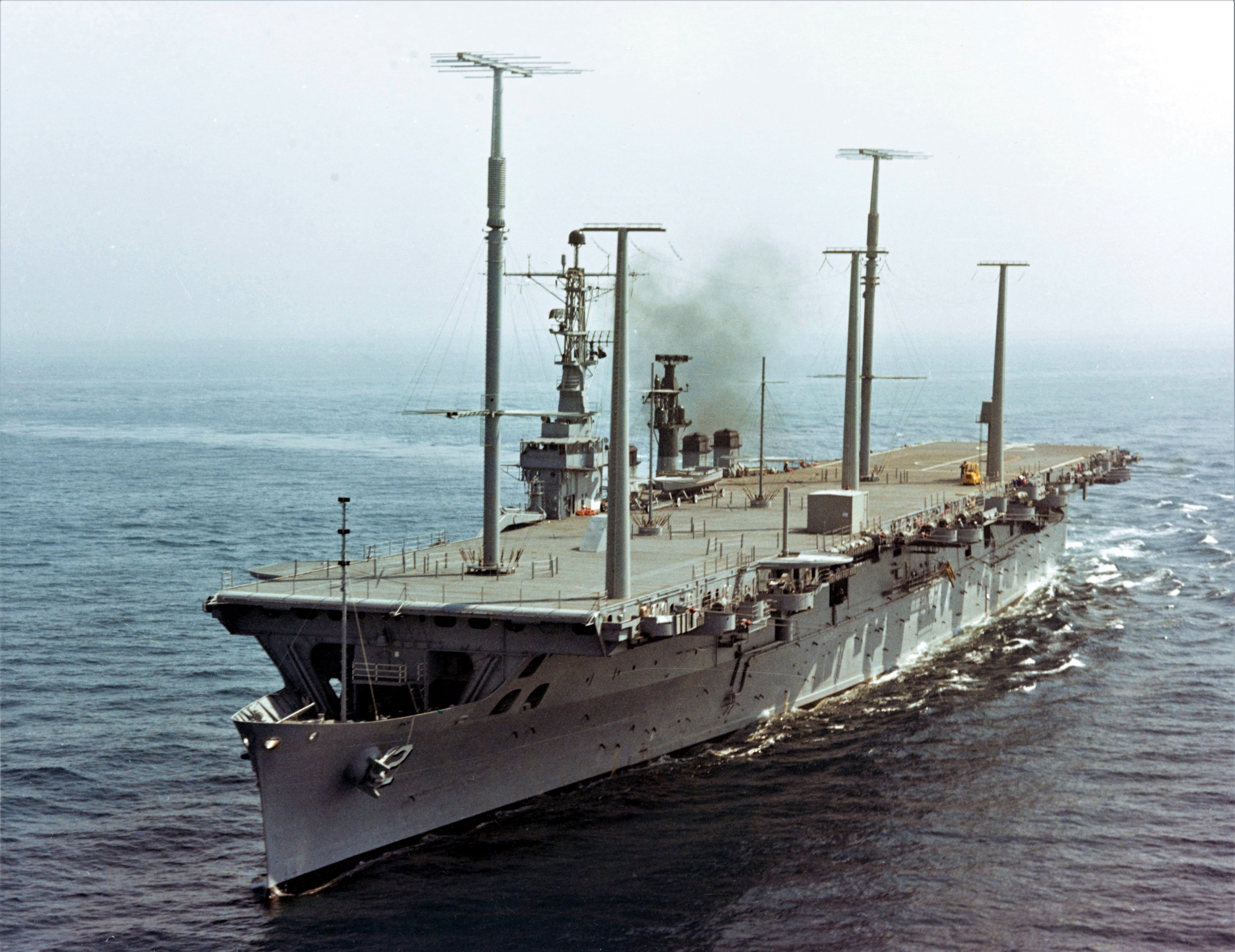
指揮艦(CC-2)となった後のライト
1963年9月25日、南カリフォルニア沖での撮影

ライトは予備艦籍のまま1959年5月15日には航空機運送艦(AVT)に種別変更され、“USS Wright, AVT-7”となったが、航空機運送艦としては用いられず、ピュージェット・サウンド海軍工廠において指揮艦(CC)への改装が行われた。1963年3月15日に指揮艦として再就役し、USS Wright, CC-2”となった。尚、同型艦の“サイパン”は指揮艦への変更にあたり艦名を“アーリントン”に変更したが、ライトは航空母艦時代の艦名をそのまま継承している。
以後はアメリカ海軍所属の「国家緊急洋上指揮所（NECPA：National Emergency CommandPost,a float）となり、洋上での待機任務に従事した。
ライトは1977年12月1日に除籍され、1980年8月1日に防衛再利用マーケティングサービス(Defense Reutilization and Marketing Service, DRMS)によってスクラップとして売却された。